# آنتیاک، شهرستان جی، ایندیانا
آنتیاک (به انگلیسی: Antioch) یک منطقهٔ مسکونی در ایالات متحده آمریکا است که در شهرستان جی، ایندیانا واقع شده است. آنتیاک ۲۹۵٫۹۶ متر بالاتر از سطح دریا واقع شده است.